# Gnophos strandiata
Gnophos strandiata là một loài bướm đêm trong họ Geometridae.